# Robert Aron
Pour les articles homonymes, voir Aron.
Robert Aron, né le 25 mai 1898 au Vésinet et mort le 19 avril 1975 à Paris 16e, est un historien et écrivain français, auteur d’essais politiques et d’ouvrages historiques et membre de l’Académie française.

## Biographie

### Jeunesse et formation
Fils de Georges Aron, fondé de pouvoir d'agent de change, et de Louise Lippmann, Robert Aron est issu d'une vieille famille de la bourgeoisie juive originaire de l'Est de la France (Phalsbourg), il est élève au lycée Condorcet. Devançant l'appel à la fin de la Première Guerre mondiale, il part pour le front où, officier, il est blessé en 1918.

### Activités littéraires et éditoriales
Alors qu'il est encore étudiant en littérature à la Sorbonne, il est engagé en janvier 1921 en tant que chargé de communication au sein de la Revue des Deux Mondes, et y restera jusqu'en 1939. Au printemps 1923, il organise des conférences consacrées à la littérature et aux arts d'avant-garde au Collège de France, où il fait se succéder  aussi bien Jean Cocteau, Georges Auric, Fernand Léger que Erik Satie. Grâce au succès de ces  conférences, il est engagé le 16 juillet 1923 comme secrétaire de Gaston Gallimard, dans la maison d'édition du même nom, poste qu'il occupera jusqu'à l'arrivée de la guerre. D'abord simple secrétaire, il monte rapidement les échelons et devient membre du comité de lecture qu'il a lui-même mis en place, ainsi que responsable des droits annexes et du service des traductions.
Avec Antonin Artaud et Roger Vitrac, il est le fondateur du premier et unique théâtre surréaliste, le Théâtre Alfred-Jarry, en 1926. Grâce au soutien du couple Allendy, ils organisent trois spectacles à succès en 1927 et 1928, dont le dernier est perturbé par les commandos surréalistes d'André Breton, qui en a ordonné l'interdiction. Cet épisode marque la fin des tentatives artistiques de Robert Aron, qui a toutefois profité de cette expérience pour faire représenter sa première pièce de théâtre, Gigogne, sous le pseudonyme de Max Robur, à l'occasion du premier spectacle du Théâtre.

### Activités cinématographiques
Chargé des activités cinématographiques de Gallimard, il devient directeur de La Revue du Cinéma, éditée par Gallimard, en 1929, après avoir été responsable de deux collections en lien avec le cinéma, « Cinario », et « Le Cinéma romanesque ». Surtout, Aron est mêlé de près à la tentative de Gallimard de créer une société de production cinématographique, nommée N.s.f. (Nouvelle société de films). Il produit ainsi Madame Bovary, réalisé par Jean Renoir, dont l'échec à sa sortie en janvier 1934 scelle la fin de la N.s.f. De manière indépendante à son emploi chez Gallimard, il organise aussi le Congrès de La Sarraz, premier congrès international du cinéma indépendant, qui a lieu du 3 au 7 septembre 1929 et dont il est le président. À ce congrès participent notamment Eisenstein, Balázs, Richter ou Moussinac.

### Un membre du courant personnaliste
Toutefois, quelque peu déçu par ses premières expériences, sa vie va prendre un nouveau cours lorsqu'une rencontre fortuite l'amène, en 1927, à retrouver un ancien condisciple du lycée Condorcet, Arnaud Dandieu. Il entreprend avec celui-ci un travail systématique de recherches philosophiques et politiques qui se traduira au début des années 1930 par la publication de trois ouvrages : Décadence de la nation française (1931), Le Cancer américain (1931) et La Révolution nécessaire (1933). Ces recherches constituent une des principales bases théoriques sur laquelle se fonde le groupe l'Ordre nouveau qu'ils rejoignent en 1931, et dont ils deviennent des piliers. Avec Esprit, ce mouvement constitue l'une des manifestations les plus originales du courant personnaliste des non-conformistes des années 1930. Il prône une forme de fédéralisme généralisé dans tous les domaines de la vie politique, sociale et économique, dans l'espoir que ce rapprochement des institutions vers l'homme et son milieu d'ancrage territorial mette fin à ce qu'ils appellent le « désordre établi » du monde contemporain, victime d'un rationalisme à tout va qui aurait pour conséquence de détacher l'homme de la véritable réalité.
En collaboration étroite avec Arnaud Dandieu, puis seul, après le décès brutal de celui-ci en 1933, Robert Aron prend une part très active à toutes les activités et manifestations de l'Ordre nouveau jusqu'à la disparition du mouvement en 1938. Il est le directeur de la revue L'Ordre nouveau, qui paraît à partir de mai 1933 et jusqu'en septembre 1938, et est impliqué dans toutes les entreprises du groupe, et notamment la plus fameuse, celle du Service civil de 1935, qui consistait en une relève d'ouvriers d'usine n'ayant pas de congés par des étudiants volontaires durant les vacances d'été. Dans l'inspiration de ce mouvement, Aron publie en 1935 un ouvrage qu'il prévoyait de co-écrire avec Dandieu Dictature de la liberté,  que l'historien Laurent Joly rattache à un « confusionnisme politico-philosophique typique des temps de crise » « assenant des vérités paradoxales et absurdes » comme « « Il n'est pas de liberté possible sans dictature à la base » » . Par la suite, Robert Aron continuera à rattacher les activités qui seront les siennes à cet engagement initial. Victoire à Waterloo (1937) et La Fin de l'après-guerre (1938), bien qu'ils ne se rattachent pas explicitement au mouvement de l'Ordre Nouveau, en portent néanmoins l'influence. En 1938, Aron rejoint par ailleurs le mouvement frontiste de Gaston Bergery, et devient un correspondant régulier de son hebdomadaire La Flèche de Paris.

### Du camp de Mérignac à Alger (1941-1944)
En 1940, la mobilisation interrompt ses activités éditoriales à la NRF (où il écrit depuis 1922). En 1941, il est victime d'une des premières opérations d'arrestation collective dirigée contre les juifs et est interné au camp de Mérignac près de Bordeaux. Relâché, il est interdit de séjour à Paris et s'installe à Lyon, où il est mêlé, par l'intermédiaire de son ami Jean Rigault, aux préparatifs du débarquement américain en Afrique du Nord. 
Après celui-ci, grâce notamment à l'aide que lui apporte Jean Jardin, un ancien de L'Ordre Nouveau, alors directeur de cabinet de Pierre Laval, et qui selon son fils Pascal l'aurait alors caché à son domicile des environs de Vichy (cf. Alexandre Jardin, Des gens très bien 2010, p.43), il parvient à gagner Alger, où il fait partie des premières équipes administratives du général Giraud puis du général de Gaulle. 
Avec Lucie Faure et Jean Amrouche, il y fonde la revue La Nef, dont il restera un des animateurs jusqu'en 1952. En 1944-1945, il contribue à la création du mouvement La Fédération et restera jusqu'à sa mort un militant actif du Mouvement fédéraliste français, collaborant régulièrement au mensuel Le XXe siècle fédéraliste et participant à diverses initiatives en faveur de la création d'une fédération européenne, qui l'amènent à se retrouver aux côtés de certains anciens responsables de L'Ordre Nouveau, comme Alexandre Marc ou Denis de Rougemont.

### Histoire de Vichy
Ayant repris après la Libération des activités éditoriales, notamment à la Librairie académique Perrin puis à la Librairie Arthème Fayard, Robert Aron se lance dans un travail sur l'histoire contemporaine de la France, avec un ouvrage « rédigé dans l'urgence » Histoire de Vichy (1954), poursuivi par Histoire de la Libération (1959) et Histoire de l'épuration (1967-1975). Par ailleurs, son agnosticisme des années 1930 ayant fait place à un retour à la foi juive, Robert Aron va, après 1945, consacrer une part importante de sa réflexion aux questions religieuses et au dialogue entre Juifs et Chrétiens.
Robert Aron publie son Histoire de Vichy en 1954 dans la période qui suit immédiatement la loi d’amnistie des faits de collaboration et délits commis sous l'Occupation, promulguée en août 1953. 
Dans cet ouvrage, Aron estime que le gouvernement français s'est efforcé de minimiser son implication dans la collaboration, notamment en ce qui concerne la déportation des Juifs. Aron reprend la métaphore du bouclier et de l'épée, au sujet de la notion d'honneur selon de Gaulle ou Pétain, au moment de l'armistice, illustrée pour l'un par sa conviction que la guerre ne fait que commencer et qu'il faut donc continuer le combat, et pour l'autre que la guerre est perdue, qu'il convient de négocier avec le vainqueur et d'entamer le « redressement », en restant sur le sol métropolitain pour « protéger les Français demeurés en France » :

« […] Le premier correspondait à l'aventure exaltante, mais d'apparence désespérée, dont Charles de Gaulle est l'annonciateur. Le second à l'épreuve lente et douloureuse dont Philippe Pétain ne prévoyait ni la durée ni la fin.
Tous les deux étaient également nécessaires à la France. Selon le mot que l'on prêtera successivement à Pétain et à de Gaulle : « Le Maréchal était le bouclier, le Général l'épée. »
Pour l'instant, le Maréchal parut avoir raison ; pour l'avenir, le général a vu plus juste. […] »

Dès 1956, l'historien Henri Michel relève « interprétations fallacieuses et raccourcis orientés » et constate que « par une antinomie apparente », après avoir « maintes fois dénoncé la duplicité, la sénilité et l'étroitesse de vues de Pétain, [Robert] Aron le juche finalement sur le même pavois que de Gaulle », conformément à la thèse d'une lourde et implacable « fatalité des événements » incitant l'écrivain à l'indulgence vis-à-vis des responsables du régime de Vichy,. Essayiste mais pas historien ni universitaire, Robert Aron n'a pas accès aux archives publiques, qui ne sont pas encore ouvertes. L'historien Laurent Joly note ainsi qu'il ne consacre « que 2 pages sur 750 » « remplies d'erreurs (les dates et chiffres cités sont presque tous faux) » à la politique antijuive de Vichy . La thèse défendue par Robert Aron du bouclier et de l'épée, selon laquelle le régime de Vichy aurait agi de manière complémentaire à la résistance et de De Gaulle, est largement discréditée par la recherche historique,,,.
Sans le ranger parmi « les thuriféraires de Vichy » — bien qu'Aron épouse les arguments développée lors du procès de Philippe Pétain  —, Michel observe qu'Aron, autrefois « acteur » de par ses rapports avec le régime vichyste, puis avec le général Giraud, se révèle parfois « partisan, sans sectarisme mais non sans convictions. » En outre, Aron s'étend longuement dans son ouvrage sur la période couvrant l'armistice jusqu'à Montoire (fin juin - fin octobre 1940) au détriment du Vichy ultérieur. Enfin, il recourt arbitrairement à l'analyse psychologique en prêtant des pensées secrètes aux protagonistes, entre autres « interprétations fallacieuses », « raccourcis orientés » et « lacunes », selon Henri Michel. L'ouvrage de Robert Aron est également sévèrement critiqué par l'historien américain Robert Paxton, dans son ouvrage de référence sur le régime de Vichy La France de Vichy 1940-1944, paru en français en 1973,.
Seuls Hervé Coutau-Bégarie et Claude Huan —  eux-mêmes auteurs d'un ouvrage controversé sur François Darlan — défendent Robert Aron en 1988 voyant dans la réfutation de la thèse du bouclier et de l'épée « un procès injuste et à la limite peu honorable ».

### Académie française
Robert Aron est élu membre de l’Académie française le 7 mars 1974, le même jour que Maurice Schumann. Il meurt subitement, le 19 avril 1975 dans le 16e arrondissement de Paris, cinq jours avant la date prévue pour sa réception solennelle sous la Coupole. Son discours de réception avait cependant été lu et approuvé en séance privée le 17 avril. L’hommage à son prédécesseur au 32e fauteuil, Georges Izard, a donc été prononcé ; c’est pourquoi son successeur, Maurice Rheims, dans son discours de réception n’a prononcé que l’hommage de Robert Aron et non celui de Georges Izard.

## Famille
Robert Aron est inhumé dans le cimetière communal de La Teste-de-Buch. Son épouse est décédée en 1997.
En 2002, son beau-fils, Claude Arnaud-May, lui consacre un documentaire de 52 min, Mais vous faites la guerre ici, composé à partir des 3 000 lettres et 800 photos échangées avec sa famille pendant son engagement de 1916 à 1918, date à laquelle il fut blessé par un obus.

## Publications
- Décadence de la nation française, avec Arnaud Dandieu, Rieder, 1931.
- Le Cancer américain, avec Arnaud Dandieu, Rieder, 1931.
- La Révolution nécessaire, avec Arnaud Dandieu, Grasset, 1933.
- Dictature de la liberté, Paris, Grasset, 1935.
- Victoire à Waterloo, Albin Michel, 1937.
- La Fin de l'après-guerre, Gallimard, 1938.
- Retour à l'Éternel, Paris, Albin Michel, 1946.
- Principes du Fédéralisme, avec Alexandre Marc, Le Portulan, 1948.
- Les Frontaliers du Néant, Éditions de Flore, 1949.
- Le Piège où nous a pris l’Histoire (chronique 1940-1944), 1950.
- Retour à l’Éternel, 1950.
- Histoire de Vichy - 1940-1944, avec Georgette Elgey, éd. Fayard, coll. « Les grandes études contemporaines », Paris, 1954, 766 p.
- Ce que je crois, Grasset, 1955.
- Histoire de la Libération de la France, avec Y. Garnier-Rizet, Fayard, 1959.
- Les Années obscures de Jésus, Paris, Grasset, 1960.
- Les Origines de la Guerre d'Algérie, avec J. Feller, F. Lavagne et Y. Garnier-Rizet, Paris, Fayard, 1962, prix Broquette-Gonin
- Le Dieu des origines, des cavernes au Sinaï, Paris, Librairie académique Perrin, 1964.
- Charles de Gaulle, 1964.
- Les Grands dossiers de l'histoire contemporaine, Paris, Librairie académique Perrin, 1962-1964 ; nouvelle édition : Paris, Pocket, 1965.
- Nouveaux grands dossiers de l'histoire contemporaine, Paris, Pocket, 1967.
- Ainsi priait Jésus enfant, Paris, Grasset 1968.
- Le Socialisme français face au marxisme, Paris, Grasset, 1971.
- Histoire de l’épuration, coll. « Les grandes études contemporaines » ; tome I : « De l’indulgence aux massacres, novembre 1942-septembre 1944 », Paris, Fayard, 1967 ; tome II : « Des prisons clandestines aux tribunaux d’exception, septembre 1944-juin 1949 », Paris, Fayard, 1969 ; tome III, volume 1 : « Le monde des affaires, 1944-1953 », Paris, Fayard, 1974 ; tome III, volume 2 : « Le monde de la presse, des arts, des lettres, 1944-1953 », Paris, Fayard, 1975.
- Discours contre la Méthode, préface d'Arnaud Dandieu, Paris, Plon, 1974.
- Les Grandes Heures de la 3e République, 6 tomes, Paris, Librairie Académique Perrin, 1968-1969.
- Léopold III ou le choix impossible, 1977 (posthume).

### Archives
- Inventaire du fonds Robert Aron conservé à La contemporaine.